# Viola bernardii
Viola bernardii är en violväxtart som först beskrevs av Edward Lee Greene, och fick sitt nu gällande namn av Edward Lee Greene. Viola bernardii ingår i släktet violer, och familjen violväxter. Inga underarter finns listade i Catalogue of Life.